# Ctenorhabdotus capulus
Ctenorhabdotus capulus ist eine ausgestorbene Art der Rippenquallen (Ctenophora). Sie ist aus dem kanadischen Burgess-Schiefer bekannt und entstammt der erdgeschichtlichen Periode des mittleren Kambrium. 
Die Art wurde 1996 durch die Paläontologen Simon Conway Morris und Desmond H. Collins wissenschaftlich beschrieben. Ihr Gattungsname leitet sich von dem Griechischen ctenos für „Kamm“ und rhabdotus für „Streifen“ ab und bezieht sich auf die spezielle Form der für Rippenquallen typischen Kammrippen; das Artepithet capulus für „Kapsel“ weist auf das am mundabgewandten Ende befindliche Gleichgewichtsorgan hin. Formell werden Gattung und Art einer Familie Ctenorhabdotidae zugeordnet.

## Merkmale
Die bis zu sieben Zentimeter großen Tiere hatten eine variable Körperform, die sich bei manchen Individuen als eher würfel-, bei anderen als eher kugelförmig beschreiben lässt. Im ersteren Fall sind die Tiere in der Seitenansicht annähernd quadratisch, das heißt, sowohl die Mund- oder orale, als auch die mundabgewandte oder aborale Seite sind abgeflacht.
Das auffälligste Merkmal der Tiere sind die vierundzwanzig Kammrippen, die vom oralen zum aboralen Ende verlaufen und sich dort in acht Dreiergruppen vereinigen. Sie sind breiter als die entsprechenden Strukturen der gleichfalls kambrischen Art Xanioascus canadensis und unterscheiden sich zusätzlich darin, dass die jeweils mittlere Reihe kürzer ist als die beiden äußeren. Vom Vereinigungspunkt dreier Rippen laufen acht Längsstreifen weiter, die sich in einem um das mundabgewandte Ende herumlaufenden Ring vereinigen. Weil ihnen die für Kammrippen charakteristischen Querriegel fehlen, die vermutlich Überreste der die Kammplättchen tragenden Polsterzellen darstellen, handelt es sich bei den Längsreihen vermutlich nicht um Kammrippen selbst. Bei modernen Rippenquallen finden sich an ähnlicher Stelle Wimpernbänder, die vom Gleichgewichtsorgan am aboralen Ende ausgehen und dessen Impulse an die Kammrippen weiterleiten. Gegen eine solche Deutung spricht aber die geringe Wahrscheinlichkeit dafür, dass solch empfindliche Strukturen sich fossil erhalten haben könnten; abgesehen davon sind die Reihen im Vergleich zu modernen Wimpernbändern für eine derartige Deutung auch zu dick. Die Beschreiber gehen stattdessen davon aus, dass es sich sowohl bei den Längsstrukturen als auch bei dem Ring, in den sie einmünden, um Teile des inneren Kanalsystems der Rippenquallen handelt, das man als Gastrovaskulärsystem bezeichnet. Dieses System, das unter anderem der Verteilung von Nährstoffen im Körper dient, besitzt bei modernen Arten je einen Kanal unterhalb der Kammrippen, den man als Meridionalkanal bezeichnet. Bei den Längsstrukturen von Ctenorhabdotus capulus könnte es sich um analoge Körperteile handeln. 
Anders als bei Xenioascus canadensis lässt sich bei Ctenorhabdotus capulus an der mundabgewandten Seite ein eindeutiges Gleichgewichtsorgan, die Statocyste, ausmachen, die wie bei modernen Arten in einer von Wimpern gebildeten Kapsel eingeschlossen ist, die sich wie ein Dom über der Statocyste erhebt.
An der Mundseite ist eine breite Mundöffnung zu erkennen, die von einem lappenartigen, möglicherweise muskulösen Kragen umgeben ist. Hinweise auf Tentakel gibt es dagegen nicht.

## Lebensweise und Begleitfunde
Wie auch die anderen kambrischen Rippenquallen war Ctenorhabdotus capulus augenscheinlich ein aktiver Schwimmer und erbeutete auf diese Weise seine Nahrung. Dafür spricht auch das Fehlen von passiven Fangstrukturen wie Tentakeln.
Zusammen mit der Art wurde als Begleitfund eine vielfältige Fauna gefunden, zu der unter anderem Schwämme (Porifera) wie Hazelia delicatula, Priapswürmer (Priapulida) wie Ottoia prolifica oder Selkirkia columbia und Gliederfüßer (Arthropoda) wie Leanchoilia superlata, Canadaspis perfecta oder die Trilobiten-Art Peronopsis montis gehörten.

## Fundort und -alter
Alle Exemplare entstammen dem Burgess-Schiefer in der kanadischen Provinz British Columbia, speziell den als Raymond Quarry und Walcott Quarry bekannten Steinbrüchen der Stephen Formation. Der Holotyp der Art, also das Exemplar, das ihre Eigenschaften definiert, wurde bereits in den 1920er Jahren durch den amerikanischen Paläontologen Charles Walcott gefunden, siebzehn weitere Exemplare, die als Paratypen festgelegt wurden, sind bis heute bekannt. Die in Schiefer erhaltenen Fossile entstammen allesamt der Periode des mittleren Kambrium vor etwa 510 bis 515 Millionen Jahren.
Der Holotyp befindet sich heute im Royal Ontario Museum in Kanada.

## Systematische Stellung
Es gilt als vergleichsweise sicher, dass Ctenorhabdotus capulus zu den Rippenquallen gehört, auch wenn vereinzelt die Vermutung geäußert wurde, es könne sich stattdessen um eine Art der Nesseltiere gehandelt haben. Von den bekannten kambrischen Formen ist die Art aber diejenige, die morphologisch am stärksten den modernen Rippenquallen ähnelt. So wies sie, zumindest wenn die oben beschriebene Interpretation der Fossile korrekt ist, bereits ein inneres Kanalsystem mit Meriodionalkanälen unterhalb der Kammrippen auf, das den Körper durchzog und mit Nährstoffen versorgte. Auch das Gleichgewichtsorgan, die Statocyste, hatte vermutlich bereits die gleiche Struktur wie bei den heutigen Rippenquallenarten.
Der auffälligste Unterschied lässt sich bei der Zahl der Kammrippen feststellen, die bei allen modernen Arten bei acht liegt. Da auch zwei andere kambrische Formen, Xanioascus canadensis und Fasciculus vesanus deutlich mehr als diese acht Kammrippen besaßen, lässt sich mit großer Wahrscheinlichkeit sagen, dass sich die Kammrippenzahl erst spät auf ihrem heutigen Wert stabilisiert hat. Ein mögliches Szenario, wie dieser Prozess vor sich gegangen sein könnte, zeigt ein Vergleich mit Xanioascus canadensis, einer Art, die wie Ctenorhabdotus capulus vierundzwanzig Kammrippen besaß, welche aber, soweit erkennbar, alle die gleiche Länge besaßen und sich zum mundabgewandten Ende hin auch nicht in Dreiergruppen vereinigten. Auch wenn es unwahrscheinlich ist, dass Xanioascus canadensis ein direkter Vorfahre von Ctenorhabdotus capulus war, demonstriert der Vergleich doch, wie letztere Art durch Verschmelzung von je drei Kammrippen am aboralen Ende des Tieres aus einer Stammart hervorgegangen sein könnte, die Xanioascus canadensis zumindest in der Kammrippenzahl und -anordnung ähnelte. Der dazu nötige Selektionsdruck könnte durch bessere Koordinations- und Kontrollmöglichkeiten bei der Fortbewegung erzeugt worden sein. Die Gestalt der modernen Arten mit ihren acht Kammrippen wäre demnach entweder durch Verkümmerung der äußeren Rippen jedes Tripels oder durch Wegfall der inneren Kammrippe und Verschmelzung der beiden äußeren zustande gekommen. Spätestens im Devon, aus dem zwei Arten, Paleoctenophora brasseli und Archaeocydippida hunsrueckiana, bekannt sind, war jedenfalls die heutige Kammrippenzahl erreicht.
Während diese devonischen Arten bereits über Tentakel verfügten, war Ctenorhabdotus capulus wie auch andere kambrische Arten anscheinend tentakellos. Ob dies bedeutet, dass die Art bereits den heutigen Nuda angehörte, die sich durch ebendieses Merkmal auszeichnen, oder ob, was molekulargenetische, embryologische und morphologische Untersuchungen nahelegen, die Nuda durch sekundären Tentakelverlust aus tentakelbewehrten Formen, den Tentaculata, entstanden, ist ungewiss.